# Patrick Leonard
Patrick Raymond Leonard (Chicago, 14 marzo 1955) è un compositore, tastierista e produttore discografico statunitense.
Durante la sua carriera ha collaborato con Madonna, Roger Waters, Peter Cetera, Anastacia, Bryan Ferry, Elton John, Anna Vissi, Rod Stewart, Laura Pausini, Leonard Cohen e Pink Floyd.

## Crediti
- Madonna – White Heat, Live to Tell, La isla bonita, Where's the Party, Love Makes the World Go Round, Who's That Girl, The Look of Love, Like a Prayer, Cherish, Till Death Do Us Part, Promise to Try, Dear Jessie, Oh Father, Supernatural, He's a Man, Cry Baby, Back in Business, Hanky Panky, I'll Remember, Frozen, Nothing Really Matters, The Power of Good-Bye, Has to Be
- Bon Jovi – This Left Feels Right
- Anna Vissi – coproduttore dell'album Apagorevmeno
- Jody Watley – Most of All
- Roger Waters – coproduttore dell'album Amused to Death
- Pink Floyd – Yet Another Movie, Round and Around, A New Machine, Sorrow
- Pat Monahan – Last of Seven
- Peter Cetera – One Good Woman
- Eros Ramazzotti - L'ombra del gigante (edizione 2007)
- Natalie Imbruglia – That Day
- David Darling – 96 Years
- Elton John – The Road to Eldorado Soundtrack (produttore e coautore di Someday Out of the Blue, produttore dell'album Songs from the West Coast)
- Laura Pausini – coproduttore dell'album From the Inside
- Leonard Cohen – coautore e produttore dell'album Popular Problems, coautore e musicista nell'album You Want It Darker
- Anastacia - Where Do I Belong